# Saint-Martin-en-Gâtinois
Saint-Martin-en-Gâtinois település Franciaországban, Saône-et-Loire megyében. Lakosainak száma 120 fő (2022. január 1.). Saint-Martin-en-Gâtinois Palleau, Chevigny-en-Valière, Allerey-sur-Saône, Bragny-sur-Saône és Saint-Gervais-en-Vallière községekkel határos.

## Népesség
A település népessége az elmúlt években az alábbi módon változott:
| Lakosok száma | 117  | 122  | 124  | 123  | 122  | 120  | 119  | 119  | 120  |
|               | 2013 | 2015 | 2016 | 2017 | 2018 | 2019 | 2020 | 2021 | 2022 |